# Vratislav Brněnský
Vratislav Brněnský (před 1113 – 1156) byl syn údělného knížete Oldřicha Brněnského z dynastie Přemyslovců a jeho blíže neznámé manželky, kníže brněnského údělu v letech 1125–1129 a 1130–1156.
Soběslav I. v roce 1125 zbavil Brněnska svého konkurenta Otu II. Olomouckého a vrátil je právoplatnému dědici Vratislavovi. Když ale kníže Soběslav v roce 1126 zvítězil v bitvě u Chlumce, Vratislava z údělu vyhnal. Došlo k tomu v době, kdy se proti pražskému knížeti zformovala rozsáhlá opozice vedená biskupem Menhartem.
V roce 1130 se Vratislav mohl do brněnského údělu vrátit. V roce 1132 se oženil s ruskou kněžnou neznámého jména. Našel mu ji uherský král Béla II. a snad šlo o součást Soběslavovy protipolské politiky.
V roce 1142 se Vratislav společně s Konrádem II. Znojemským účastnil neúspěšného odboje proti novému knížeti Vladislavovi II. Neúspěch ovšem Vratislav nezaplatil ztrátou údělu. Účastnil se i Konrádova útoku na biskupa Jindřicha Zdíka.
Vratislav zemřel v srpnu nebo září roku 1156. Se svou manželkou měl syny, o nichž se ale příliš informací neví: Spytihněva a Svatopluka.